# TV dinner

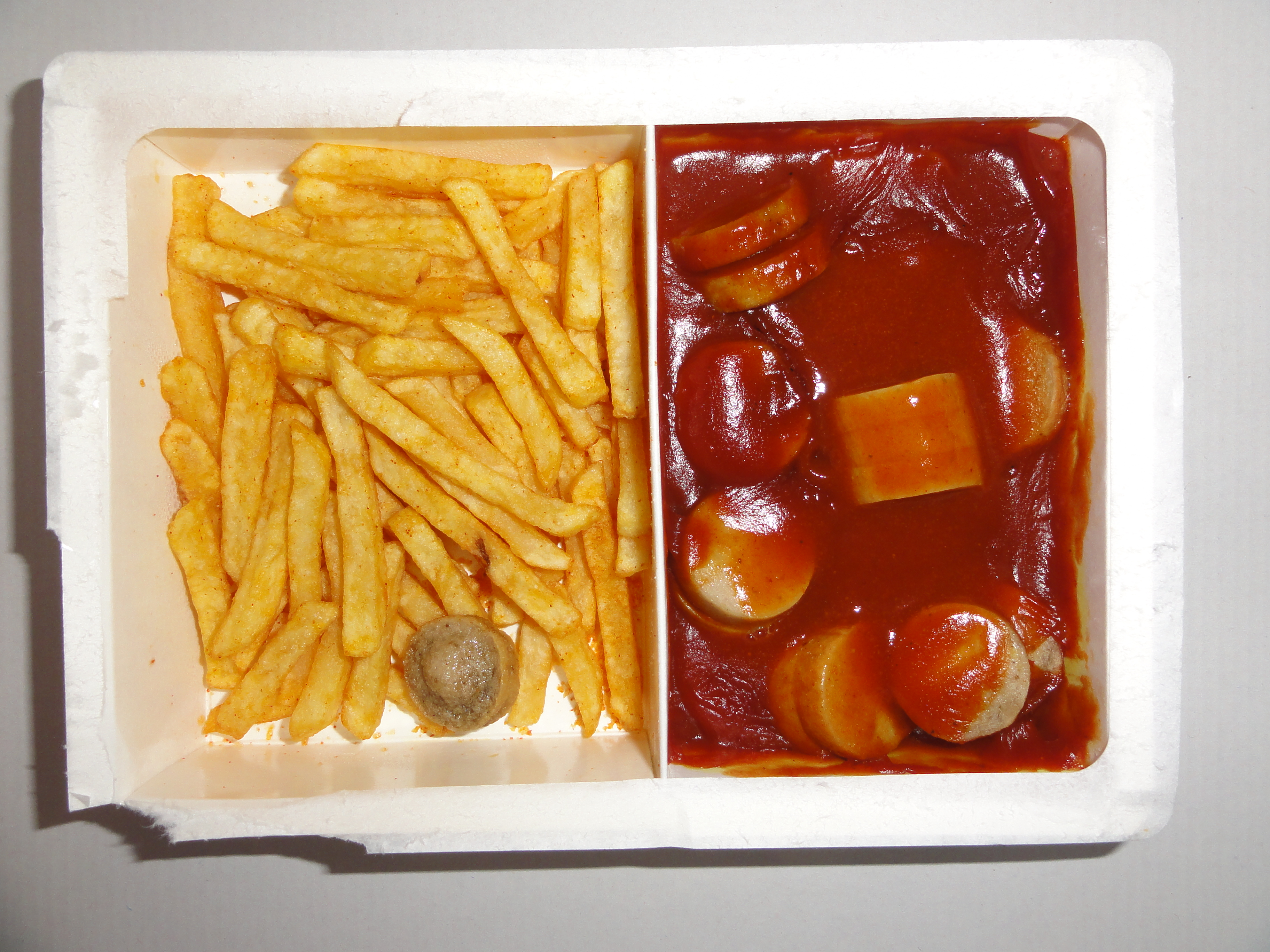
Un TV dinner allemand (currywurst et frites).

En Amérique du Nord, un TV dinner (« diner TV », également appelé « diner congelé », « micro-repas », « repas congelé ») est un repas préemballé, congelé ou réfrigéré dans un emballage individuel. Il nécessite très peu de préparation et contient tous les éléments d'un repas d'un seul service.
TV Dinner est une marque déposée utilisée à l'origine pour une marque de repas emballé mis au point en 1953 pour CA Swanson & Sons. Aux États-Unis, le terme est maintenant synonyme de « diner congelé acheté dans un supermarché et réchauffé à la maison », même si Swanson a cessé d'utiliser le nom de TV Dinner en 1962.
Les premiers TV dinner étaient présentés dans un plateau en aluminium pour être réchauffés au four. La plupart des plateaux de nourriture congelée sont maintenant en matière compatible avec les fours à micro-ondes, généralement du plastique.

## Historique
Le premier TV dinner de marque Swanson (d'autres sociétés ont auparavant produit des repas-plateaux congelés) fut fabriqué aux États-Unis et se composait de dinde de l'Action de grâces panée au pain de maïs, de haricots congelés et de patate douce placés dans un plateau semblable à ceux qu'utilisaient à l'époque les services de restauration des compagnies aériennes.
Chaque aliment avait son propre compartiment. Les plateaux étaient utilitaires : chaque partie pouvait être détachée, le plateau aluminium pouvait être chauffé directement au four sans recourir à un autre plat, et l'on pouvait manger le repas directement à même le plateau.
Le produit devait être cuit pendant 25 minutes à 220 °C et s'adaptait très bien à une table-plateau. Le premier TV dinner se vendait 98 cents, et l'estimation de la production fut de 5 000 repas pour la première année. Swanson a largement dépassé ses attentes : il en a vendu plus de 10 millions cette année-là.
Sur le premier emballage figurait un téléviseur.
Bien des changements sont survenus depuis le premier TV dinner. Par exemple, une plus grande variété de mets a été introduite — comme le poulet frit, le steak Salisbury et des variantes mexicaines. Des concurrents tels que Banquet ont commencé à proposer des repas congelés préemballés.
Autres changements encore :
- 1960 : Swanson ajoute des desserts (tels que tarte aux pommes à l'anglaise et carré au chocolat) dans un nouveau plateau à quatre compartiments ;
- 1964 : le Night Hawk TV Dinner surgelé nait[2]. Le nom provient des Night Hawk steak houses ouverts à Austin, au Texas, de 1939 à 1994. Les premiers diners étaient ouverts toute la nuit pour que les nombreux noctambules se restaurent ;
- 1969 : les premiers déjeuners TV sont commercialisés (ceux aux crêpes et saucisses sont les plus appréciés). Les Great Starts Breakfasts et les sandwichs-déjeuner (aux œufs et bacon de dos par exemple) suivent plus tard ;
- 1973 : le premier diner Swanson Hungry-Man est commercialisé ; le joueur de football Joe Greene est le porte-parole de cette version grand modèle du produit initial ;
- 1946 : le premier four à micro-ondes est commercialisé[3],[4].

Les repas congelés modernes ont tendance à être conditionnés pour le four à micro-ondes. Les lignes de produits ont également tendance à offrir une plus grande variété de repas. Ces repas, également connus sous le nom de microrepas, peuvent être achetés dans presque tous les supermarchés. Ils sont stockés congelés, puis au moment de les préparer, on enlève ou on perfore le couvercle en plastique, et le repas est chauffé dans un four à micro-ondes en quelques minutes. Ils sont très pratiques car ils ne nécessitent pas, la plupart du temps, de préparation autre que le réchauffage, bien que certains repas congelés puissent obliger le préparateur à effectuer brièvement une étape intermédiaire (comme remuer la purée de pommes de terre à la moitié du cycle de réchauffage), afin d'assurer un réchauffage efficace et l'uniformité de la consistance d'un ou plusieurs des aliments.
Au Royaume-Uni, les repas préparés congelés (généralement connu sous le nom de ready meals) sont devenus largement disponibles à la fin des années 1970. Depuis, ils n'ont cessé de croitre en popularité avec l'équipement croissant en congélateurs domestiques et en fours à micro-ondes.
Les tendances démographiques, telles que la croissance des petits ménages, ont également influencé les ventes de cet autre type d'alimentation facile. En 2003, le Royaume-Uni a dépensé 5 millions de livres par jour en plats préparés et en a été le plus gros consommateur d'Europe.
Les plats cuisinés, précuits, non surgelés, simplement réfrigérés et nécessitant moins de temps de réchauffage, sont également très populaires et sont vendus dans la plupart des grands supermarchés tels que Marks & Spencer, Sainsbury's et Tesco. Les plats préparés réfrigérés sont destinés au réchauffage pour consommation immédiate. La plupart peuvent être congelés, si nécessaire, par le consommateur après l'achat, mais certains doivent être entièrement décongelés avant réchauffage.
Une grande variété de plats préparés surgelés ou réfrigérés est généralement disponible au Royaume-Uni; cela inclut des recettes « gourmet », biologiques, des mets végétariens, de la cuisine britannique traditionnelle et de la cuisine étrangère, et des repas pour enfants.

## Invention
L'identité de l'inventeur du diner TV est contestée. 
Gerry Thomas, directeur à la retraite de Swanson, a affirmé en 1996 qu'il en avait conçut l'idée après que l'entreprise a eu un énorme surplus d'invendus de dindes congelées dû aux faibles ventes de l'Action de grâce. Cette version des faits a été contestée par le Los Angeles Times, les membres de la famille Swanson et d'anciens employés de Swanson, qui ont donné le mérite de l'invention aux frères Swanson.
De toute façon, le concept de Swanson n'était pas original.[non neutre]
En 1944, les diners surgelés de William L. Maxson furent servis dans les avions.
D'autres repas préemballés ont également été commercialisés avant celui de Swanson.
En 1948, de simples fruits et légumes surgelés étaient emballés dans ce que l'on appelait alors les dinner plates (« diner-assiette ») avec entrée, pommes de terre et légumes. Plus tard, en 1952, le premier repas congelé prêt au four sur plateau d'aluminium fut présenté par les Quaker States Foods sous l'étiquette One-Eye Eskimo. Quaker States Foods fut suivi par d'autres sociétés, comme Frigi-Dinner qui offrait des repas comme le ragout de bœuf avec maïs et petits pois, la goulache de veau aux petits pois et pommes de terre et le chow mein au poulet avec pâtés impériaux et riz frit. Toutefois, Swanson, grand producteur de volaille en conserve et surgelée à Omaha, au Nebraska, fut en mesure de promouvoir la vente à grande échelle et l'adaptation des repas congelés grâce à la notoriété de sa marque à l'échelle nationale. Sa vaste campagne de marketing nationale surnommée « Opération Smash » et le choix intelligent du très accrocheur nom « TV Dinner » ont amené le public à adhérer à ce nouveau concept.

## Question santé
La congélation a tendance à dégrader le gout des aliments et, en compensation, les repas furent donc fortement additionnés de  matières grasses et de sel. En outre, stabiliser le produit pour une longue période signifie généralement que les entreprises utilisent pour certains mets (généralement les desserts) des huiles végétales partiellement hydrogénées, riches en acides gras trans qui peuvent nuire à la santé cardiovasculaire.
Les diners sont presque toujours sensiblement moins nutritifs que les aliments frais et sont traités pour rester comestibles après de longues périodes de stockage, ce qui exige souvent des agents de conservation comme le hydroxytoluène butylé ou BHT. Il y a, toutefois, certaines différences entre les marques.
Au cours des dernières années, une tendance s'est dessinée chez un certain nombre de fabricants indépendants et de détaillants ; tendance qui propose des repas à faible teneur en sel, en matières grasses et sans additif artificiel.
Healthy Choice est une société dont le marketing vise le créneau « prise de conscience de sa santé ». Au Royaume-Uni, la plupart des supermarchés britanniques produisent aussi leurs propres marques d'« alimentation saine ». Presque tous les plats préparés réfrigérés ou congelés vendus portent désormais l'étiquette indiquant les teneurs en sel, sucres, matières grasses ainsi que l'apport quotidien recommandé.
La préoccupation quant à l'obésité et la publicité gouvernementale pour des initiatives telles que celles de la Food Standards Agency et du National Health Service ont encouragé les fabricants à réduire les quantités de sel et de matières grasses dans les aliments préparés.
La ligne directrice est désormais : « Si vous achetez des plats préparés, vérifiez les étiquettes des aliments pour voir si l'information correspond bien à votre choix. Les gammes “option santé” sont généralement plus faibles en calories et en gras que les autres. Mais n'oubliez pas que même “sains”, les repas congelés auront sans doute plus de matières grasses et de calories que l'équivalent fait à la maison. »
Un des avantages des repas congelés, c'est qu'ils sont généralement bien cuits au moment de la préparation et ont seulement besoin d'être réchauffé par le consommateur. Cela élimine le risque de cuisson insuffisante par méconnaissance de la puissance des fours à micro-ondes ou du temps de cuisson. Plus récemment, toutefois, des repas congelés ont été créés pour être utilisés comme dans une marmite à vapeur, ce qui permet la cuisson rapide immédiatement avant la consommation, essentiellement d'aliments crus (en général, du poisson et des légumes).
L'option « tout naturel » pour les repas congelés est également de plus en plus disponible.